# San Cayetano (Norte de Santander)
San Cayetano es un municipio colombiano, ubicado en el departamento de Norte de Santander. Limita con los municipios de El Zulia, Bochalema, Duranía, Cúcuta y Santiago, y su cabecera municipal está a 17 kilómetros de Cúcuta. Es uno de los municipios constituyentes del Área Metropolitana de Cúcuta.

## Historia
Los primeros colonizadores y habitantes de Salazar de las Palmas, fueron los de la aventura a fundar este municipio, en pos de una vía más cercana al mar, el capitán Alfonso Esteban Rangel y Pedro Alonso de los Hoyos formaron una comisión para buscar una ruta que los condujera al lago de Maracaibo. El segundo de estos expedicionarios descubrió el río que lleva su nombre (Pedro Alonso) comúnmente llamado Peralonso. Esta localidad fue fundada en 1773 por Calixto Lara y Pedro Santander. En 1784 fue elevada a la condición de parroquia. En 1875 fue totalmente destruida por el terremoto, siendo reedificada en el mismo sitio.

## División Político-Administrativa
Además de su Cabecera municipal. San Cayetano tiene bajo su jurisdicción los siguientes Centros poblados:
- Cornejo
- San Isidro
- Urimaco

## Sitios turísticos
La Hamaca, Pozos de la Viga, del Cristo, Charco Azul, Quebrada San Isidro, villa nueva.

## Festividades
- 7 de agosto: Ferias y fiesta en honor a san Cayetano, patrono
- 16 de julio: Virgen del Carmen en el Corregimiento de Cornejo
- 1 de julio: Festival de la Cachama en Puente Zulia
- 31 de agosto al 1 de septiembre: Virgen del perpetuo Socorro en Urimaco